# Макс Шмелінг
Максиміліан Адольф Отто Зіґфрід Шмелінг (нім. Maximillian Adolph Otto Siegfried Schmeling; 28 вересня 1905, Кляйн-Лукков — 2 лютого 2005, Венцендорф) — німецький боксер-важковаговик, чемпіон світу в суперважкій вазі з 1930 по 1932 рік. Отримав 56 перемог у 70 професійних поєдинках, з них 40 нокаутом.

## Біографія
Макс Шмелінг народився у невеликому північнонімецькому місті Кляйн-Лукков 28 вересня 1905 в сім'ї керманича човна. У ранньому дитинстві разом з родиною переїхав до Гамбургу. З юних років почав цікавитися боксом, у 1924 завоював перші титули спочатку в любительському, а потім і в професійному боксі. У 1926 переїхав до Берліна, у 1928 завоював перше місце в німецькому важкому дивізіоні. 18 червня 1936 на стадіоні «Янкі», що в Нью-Йорку, тоді вже колишній чемпіон світу Макс Шмелінг вперше зустрівся на рингу з американським боксером Джо Луїсом на прізвисько «Коричневий Бомбардувальник». Цей поєдинок став помітною подією того часу. Джо Луїс вважався беззаперечним фаворитом, однак, незважаючи на всі прогнози, Шмелінг здобув переконливу перемогу над своїм суперником, відправивши його в нокаут. Джо Луїс болісно сприйняв свою поразку, так само болісно її сприйняли його співвітчизники, оскільки в США та Німеччині цей двобій уособлював також протистояння двох політичних систем — демократії та нацистського режиму. Міністр пропаганди Німеччини Йозеф Геббельс трактував перемогу Шмелінга над Луїсом як загальну перевагу європеоїдної раси над негроїдною, а сам Шмелінг після цього став кумиром своїх співвітчизників. 22 червня 1938 на тому самому стадіоні «Янкі» відбувся поєдинок-реванш між Максом Шмелінгом та Джо Луїсом, який, на відміну від двобою 1936 року, завершився блискавичною перемогою останнього. В результаті цієї поразки Шмелінг втратив свою популярність.
Ще за часів Веймарської республіки Макс Шмелінг почав підтримувати таємні відносини з американцем єврейського походження Джо Якобсом, який згодом став його промоутером. Саме Якобс посприяв проведенню всіх важливих боксерських поєдинків з участю Шмелінга у США. Однак після приходу до влади нацистів міністр спорту Німеччини почав вимагати, щоб Шмелінг більше часу проводив у себе на батьківщині, проте боксер ігнорував його вимоги. За словами Шмелінга, саме Джо Якобс допоміг йому знову стати чемпіоном світу у важкій вазі.
Після початку Другої світової війни, у 1940 року Шмелінг був призваний до парашутно-десантного полку. Однак вже навесні 1941 року, під час висадки десанту на території острова Крит, він був важко поранений, після чого його звільнили з армії. У січні 1947 року отримав дозвіл від американської окупаційної адміністрації в Німеччині на участь у професійних боксерських поєдинках. У жовтні 1948 року Шмелінг провів свій останній двобій, після цього його боксерська кар'єра завершилася. З 1952 року вів успішну підприємницьку діяльність.
У 1971 році був нагороджений вищим орденом Німеччини — Великим федеральним хрестом «За заслуги». У 1977 році видана книга спогадів Макса Шмелінга, у якій головною подією в житті він називає той самий програшний двобій з Джо Луїсом 1938 року. Був також пожиттєво оголошений Спілкою німецьких спортивних журналістів «спортсменом номер один у Німеччині».
Макс Шмелінг помер 2 лютого 2005, на сотому році життя.

## Особисте життя
З 1933 по 1987 був одружений з кіноакторкою Анною Ондра, уродженкою міста Тарнів. Вона продовжувала зніматися в кіно й після їхнього одруження. Остання кінострічка з її участю датована 1951 роком.

## Політичні переконання
Незважаючи на прихильність з боку Адольфа Гітлера та Йозефа Геббельса, Макс Шмелінг був противником політики націонал-соціалізму, в тому числі стосовно євреїв. Хоча в 1930-х роках у США боксер твердо асоціювався з нацистською Німеччиною, сам він не був членом НСДАП та жодного разу не брав участі у злочинах нацистів. Під час «Кришталевої ночі» врятував від загибелі дітей свого друга, єврея за національністю Давида Левіна, однак цей факт біографії Шмелінга тривалий час залишався невідомим.

## У кінематографі
У 2002 році було знято спільний американо-німецький драматичний фільм «Джо і Макс», який базується на історії реальних поєдинків і взаємовідносин Макса Шмелінга і Джо Луїса.
У 2010 році було знято спільний німецько-хорватський фільм «Макс Шмелінг: Боєць Рейху» (нім. Max Schmeling), який базується на фактах з біографії боксера. Бюджет кінострічки склав 7 мільйонів доларів. Прем'єрний показ її відбувся 30 червня 2010 року.

### Фільмографія
- Liebe im Ring (1929/30)
- Vorspeisen gefällig? (1933)
- Knock-out. Ein junges Mädchen — ein junger Mann (1934/35)
- Schmeling gegen Hamas (1935)
- Max Schmelings Sieg — Ein deutscher Sieg (Kulturfilm)
- Es leuchten die Sterne (1937/38)
- Das große Spiel (1941/42)
- Keine Angst vor großen Tieren (1953)
- Die Zürcher Verlobung (1956/57)
- Glücksspirale (1972)

## Поєдинки
| Дата              | Суперник               | Місце проведення поєдинку | Результат |
| ----------------- | ---------------------- | ------------------------- | --------- |
| 2 серпня 1924     | Ганс Кзапп             | Дюссельдорф               | Перемога  |
| 19 вересня 1924   | Генрі ван дер Вівер    | Колон                     | Перемога  |
| 20 вересня 1924   | Віллі Луїс             | Дуйсбург                  | Перемога  |
| 4 жовтня 1924     | Гаррі «Роккі» Найт     | Колон                     | Перемога  |
| 10 жовтня 1924    | Макс Дікман            | Берлін                    | Поразка   |
| 31 жовтня 1924    | Фред Гаммер            | Колон                     | Перемога  |
| 4 грудня 1924     | Ганс Броєр             | Колон                     | Перемога  |
| 7 грудня 1924     | Батлінг Матар          | Дюссельдорф               | Перемога  |
| 17 грудня 1924    | Ріхард Гартіг          | Берлін                    | Перемога  |
| 26 грудня 1924    | Джиммі Лайгет-старший  | Колон                     | Перемога  |
| 18 січня 1925     | Джонні Кладтс          | Колон                     | Перемога  |
| 20 січня 1925     | Джо Мелінг             | Берлін                    | Перемога  |
| 1 березня 1925    | Леон Рендол            | Колон                     | Перемога  |
| 15 березня 1925   | Альфред Бейкер         | Колон                     | Перемога  |
| 3 квітня 1925     | Джиммі Лайгет-старший  | Берлін                    | Нічия     |
| 28 квітня 1925    | Фред Хаммер            | Бонн                      | Перемога  |
| 9 травня 1925     | Джек Тейлор            | Колон                     | Поразка   |
| 13 червня 1925    | Леон Рендол            | Брюссель                  | Нічия     |
| 28 серпня 1925    | Ларрі Гейнс            | Колон                     | Поразка   |
| 8 листопада 1925  | Рене Компер            | Колон                     | Перемога  |
| 12 лютого 1926    | Макс Дікман            | Берлін                    | Нічия     |
| 19 березня 1926   | Віллі Луїс             | Колон                     | Перемога  |
| 13 липня 1926     | Август Вонгер          | Берлін                    | Перемога  |
| 24 серпня 1926    | Макс Дікман            | Берлін                    | Перемога  |
| 1 жовтня 1926     | Герман ван Гоф         | Берлін                    | Перемога  |
| 7 січня 1927      | Джек Стенлі            | Берлін                    | Перемога  |
| 23 січня 1927     | Луїс Вілмс             | Вроцлав                   | Перемога  |
| 4 лютого 1927     | Джо Мелінг             | Дрезден                   | Перемога  |
| 12 березня 1927   | Леон Себіло            | Дортмунд                  | Перемога  |
| 8 квітня 1927     | Френсіс Чарльз         | Берлін                    | Перемога  |
| 26 квітня 1927    | Стенлі Глен            | Гамбург                   | Перемога  |
| 8 травня 1927     | Роберт Ларсен          | Франкфурт                 | Перемога  |
| 17 травня 1927    | Рауль Пейло            | Гамбург                   | Перемога  |
| 19 червня 1927    | Фернан Деларж          | Дортмунд                  | Перемога  |
| 1 серпня 1927     | Джек Тейлор            | Гамбург                   | Перемога  |
| 7 серпня 1927     | Віллем Вестброек       | Ессен                     | Перемога  |
| 2 вересня 1927    | Роберт Ларсен          | Берлін                    | Перемога  |
| 2 жовтня 1927     | Луї Клемен             | Дортмунд                  | Перемога  |
| 6 листопада 1927  | Гайн Домгерген         | Лейпциг                   | Перемога  |
| 2 грудня 1927     | Гіпсі Деніелс          | Берлін                    | Перемога  |
| 6 січня 1928      | Мішель Бональя         | Берлін                    | Перемога  |
| 25 лютого 1928    | Гіпсі Деніелс          | Франкфурт                 | Поразка   |
| 11 березня 1928   | Тед Мур                | Дортмунд                  | Перемога  |
| 4 квітня 1928     | Франц Дінер            | Берлін                    | Перемога  |
| 23 листопада 1928 | Джо Монте              | Нью-Йорк                  | Перемога  |
| 4 січня 1929      | Джо Секайра            | Нью-Йорк                  | Перемога  |
| 21 січня 1929     | П'єтро Коррі           | Нью-Джерсі                | Перемога  |
| 1 лютого 1929     | Джонні Ріско           | Нью-Йорк                  | Перемога  |
| 27 червня 1929    | Пауліно Узкудун        | Нью-Йорк                  | Перемога  |
| 12 червня 1930    | Джек Шаркі             | Нью-Йорк                  | Перемога  |
| 3 липня 1931      | Янг Стріблінг          | Клівленд                  | Перемога  |
| 21 червня 1932    | Джек Шаркі             | Нью-Йорк                  | Поразка   |
| 26 вересня 1932   | Міккі Вокер            | Нью-Йорк                  | Перемога  |
| 8 червня 1933     | Макс Баер              | Нью-Йорк                  | Поразка   |
| 13 лютого 1934    | Стів Гамас             | Філадельфія               | Поразка   |
| 13 травня 1934    | Пауліно Узкудун        | Барселона                 | Нічия     |
| 26 серпня 1934    | Вальтер Нойзель        | Гамбург                   | Перемога  |
| 10 березня 1935   | Стів Гамас             | Гамбург                   | Перемога  |
| 7 липня 1935      | Пауліно Узкудун        | Берлін                    | Перемога  |
| 19 червня 1936    | Джо Луїс               | Нью-Йорк                  | Перемога  |
| 13 грудня 1937    | Гаррі Томас            | Нью-Йорк                  | Перемога  |
| 30 січня 1938     | Бен Фурд               | Гамбург                   | Перемога  |
| 16 квітня 1938    | Стів Дудас             | Гамбург                   | Перемога  |
| 22 червня 1938    | Джо Луїс               | Нью-Йорк                  | Поразка   |
| 2 липня 1939      | Адольф Гойзер          | Штутгарт                  | Перемога  |
| 28 вересня 1947   | Вернер Фольмер         | Франкфурт                 | Перемога  |
| 7 грудня 1947     | Ганс Йоахім Дрегештайн | Гамбург                   | Перемога  |
| 23 травня 1948    | Вальтер Нойзель        | Гамбург                   | Поразка   |
| 2 жовтня 1948     | Ганс Йоахім Дрегештайн | Кіль                      | Перемога  |
| 31 жовтня 1948    | Ріхард Фоґт            | Берлін                    | Поразка   |

## Нагороди
- Золота стрічка Спортивної преси (1929)
- Почесний громадянин міст Лос-Анджелес, Лас-Вегас, Беннекенштайн (1936) і громади Кляйн-Лукков (28 вересня 2004)
- Знак парашутиста Німеччини
- Залізний хрест 2-го класу
- Орден «За заслуги перед Федеративною Республікою Німеччина», командорський хрест (1971)
- Бамбі — нагороджений двічі (1990, 1999)
- Занесений в Міжнародний боксерський зал слави (1992)
- Почесний член Австрійської федерації боксу
- Почесна медаль Німецької пожежної служби
- Золота спортивна піраміда (2005; посмертно)
- Занесений до Залу слави німецького спорту (2006; посмертно)

## Вшанування
- У 1936 році на Імперському спортивному полі (сьогодні — Олімпійський парк) в Берліні була встановлена статуя «Кулачний боєць», прообразом якої став Шмелінг.
- У 2005 році вийшла серія поштових марок із зображенням Шмелінга з нагоди 100-річчя з дня його народження.
- У 2005 році сенат Гамбурга заснував Медаль Макса Шмелінга, котра вручається підприємствам, які підтримують волонтерську діяльність.